# Hennaya (distrito)
Hennaya é um distrito localizado na província de Tremecém, no noroeste da Argélia. Em 2008, sua população era de 41 575 habitantes.